# 니토사우루스
니토사우루스(Nitosaurus)는 단궁강 바라놉스과에 속하는 단궁류로 전체 몸길이가 2~3m이다.

## 특징
니토사우루스는 멸종된 비맘류 시냅스 종이다. 단궁류에 속하는 종으로 니토사우루스는 등에 돛 모양의 돌기가 나 있다. 단궁류에 속하는 도마뱀이기 때문에 일반적으론 파충류에 속하는 종이지만 포유류와 비슷한 점들도 많은 종이다. 니토사우루스는 잘 발달된 앞다리와 뒷다리를 가지고 있으며 이는 먹이를 사냥하거나 당시에 자신보다 상위인 포식자로부터 빠르게 도망치는 데에 필요한 빠른 보행을 가능하게 하였다. 양턱에는 총 15~25개의 톱니 모양을 가진 이빨을 가지고 있으며 이를 통해 먹이를 사냥하고 초식성의 먹이를 씹는 데에 사용했을 것으로 보인다. 먹이로는 당대에 서식했던 곤충, 절지동물, 무척추동물과 같은 육식성의 먹이와 식물의 잎과 열매같은 초식성의 먹이까지 모두 섭이했을 잡식성의 도마뱀으로 추정되는 종이다.

## 생존시기와 서식지와 화석의 발견
니토사우루스가 생존했었던 시기는 고생대의 페름기로서 지금으로부터 2억 9000만년전~2억 4500만년전에 생존했었던 종이다. 생존했었던 시기에는 북아메리카를 중심으로 하여 당시에 존재했었던 초원, 산림 등에서 주로 서식했었던 도마뱀이다. 화석의 발견은 1937년에 북아메리카의 페름기에 형성된 지층에서 북아메리카의 고생물학자들에 의하여 처음으로 화석이 발견되어 새롭게 명명된 종이다.

## 같이 보기
- 파충류
- 고생대
- 페름기
- 도마뱀
- 단궁류
- 화석